# Masonya
Masonya è una circoscrizione mista (mixed ward) della Tanzania situata nel distretto di Tunduru, Regione del Ruvuma. Conta una popolazione di 5 933 abitanti (censimento 2012).